# Regno di Morgannwg

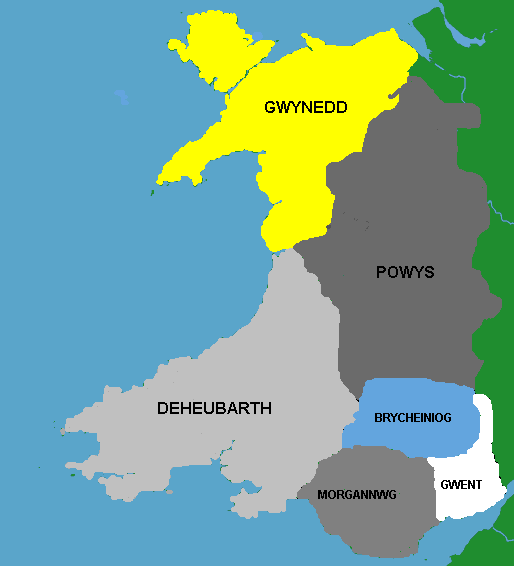
Regni medioevali del Galles

Il regno o principato di Morgannwg (nel sud-est del Galles) fu il primo reame di questa regione, dopo il Gwent, a essere conquistato dai normanni. Era nato, sembra, dall'unione di Gwent e Glywysing. Oggi è conosciuto come Glamorgan, contea tradizionale, sul mare, del Galles. 
Il Morgannwg nacque quando il sovrano Morgan Hen Fawr (... - 974) chiamò il regno con il suo nome. Sembra che includesse anche il Gwent. Quest'ultimo riacquistò poi la sua indipendenza, anche se venne riconquistato nel corso dell'ultimo ventennio dell'XI secolo. Nel 1090 il Morgannwg cadde sotto i colpi dell'invasione normanna.

## Storia
I primordi si fanno risalire al figlio di Magno Massimo, Owain Finddu (prima metà del V secolo). Sebbene la leggenda racconti che Owain sia morto combattendo contro un gigante, in realtà, vista la posizione del regno, è probabile che sia morto lottando contro i pirati irlandesi.
Dopo di lui, il regno si ridusse in ampiezza. Era composto da tre regioni principali: Gwynllg (nell'estrema parte orientale), confinate col Gwent e con capitale Allt Wynllyw, sulla Stow Hill, Penychen (nella parte centrale) e Gorfynedd (nella zona occidentale, compresa la penisola di Gower). Queste tre zone furono spesso governate come tre regni separati o come reami satelliti, con uno che, almeno nominalmente, dominava sugli altri. Accadde, ad esempio, dopo la morte di re Glywys Cernyw (attorno al 480), quando i suoi tre figli, secondo l'usanza celtica, si spartirono queste tre aree.
Nel 755, alla morte di Cadwg, che non aveva figli, il Gwynllg e il Penychen andarono a Meurig, sovrano del Gwent. E forse, poco dopo, annetté anche il Gorfynedd, visto che nelle fonti è chiamato signore di Gower, che si trova nella parte più occidentale di Glywyssing. Rimase parte del Gwent fino a quando Rhys, figlio di Ithel del Gwent, salì sul trono, regnando o come sovrano indipendente oppure dipendente (c.755 - c.785). Tra l'825 circa e l'830 circa, il Glywyssing sembra tornare in mano al Gwent. Nel 942, salì sul trono Morgan Hen Fawr, che chiamò il regno con il suo nome. Nacque così il Morgannwg, che sembra comprendesse anche il Gwent. Dopo diverse vicissitudini, nel 1090 il regno cadde in mano agli invasori normanni.